# 耳齿蝇子草
耳齿蝇子草（学名：Silene otodonta）为石竹科蝇子草属的植物，是中国的特有植物。分布在中国大陆的云南、四川等地，生长于海拔2,100米至2,500米的地区，多生在林下，目前尚未由人工引种栽培。